# Kola (řeka)
Kola (rusky Кола) je řeka v Murmanské oblasti v Rusku. Je 83 km dlouhá. Povodí řeky Koly má rozlohu 3850 km².

## Průběh toku

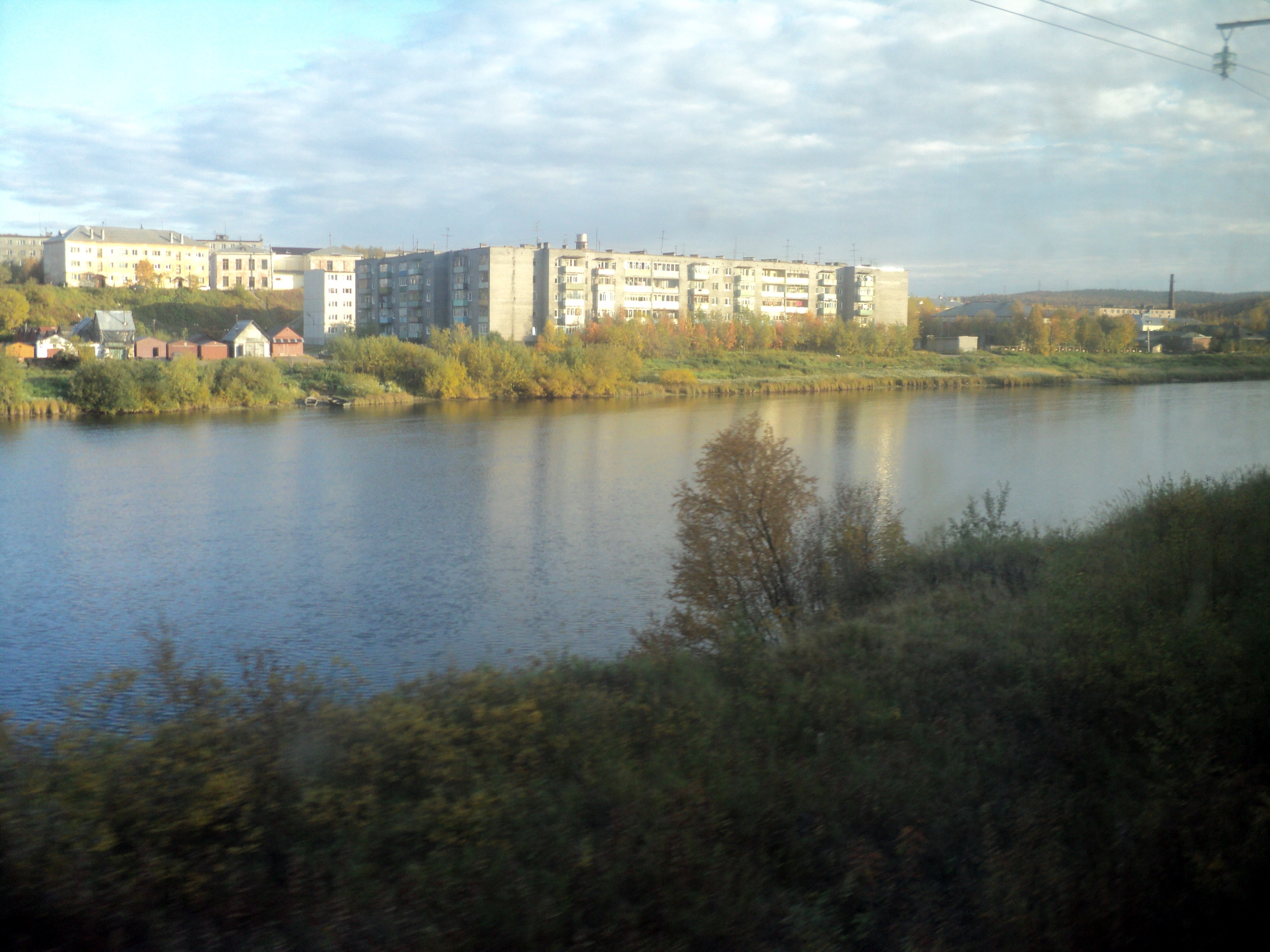
Město Kildinstroj na břehu Koly

Kola vytéká z jezera Kolozero, protéká přes Pulozero, odtud pokračuje k severu přes Murdozero a ústí do Kolského zálivu Barentsova moře. Na řece je mnoho peřejí.

## Vodní stav
Zdroj vody je smíšený s převahou sněhového. Zvýšený stav vody je od května do června. Průměrný roční průtok 8 km od ústí je přibližně 40 m³/s.

## Využití
Na dolním toku je řeka splavná, v jejím ústí do zátoky leží město Kola.